# 2014년 아시안 게임 태국 선수단
 태국은 2014년 9월 19일부터 10월 4일까지 대한민국 인천에서 열리는 2014년 아시안 게임에 참가하였다.